# Paula Arcos
Paula Arcos Poveda (Petrel, 21 de diciembre de 2001) es una jugadora de balonmano española que juega de central y lateral izquierdo en el CS Gloria 2018 Bistrița-Năsăud y representa a España a nivel internacional con la selección española de balonmano. 

## Trayectoria
Paula Arcos se formó en el equipo de Petrel hasta cadete de segundo año para apostar por el [Club Balonmano Elche|Balonmano Elche]. La petrelense llegó al Mecalia Atlético Guardés en la temporada 2020 al equipo de José Ignacio Prades. En el 2022 ficha por el campeón de liga, el Super Amara Bera Bera, con el que juega una final de Supercopa y una final de la Copa de la Reina, consiguiendo ambos títulos para terminar, en el 2023, tras un final de temporada bastante problemático (se anunció su fichaje por el Rapid de Bucarest rumano pero no llegó a materializarse por los problemas del equipo de Rumanía) en el Vipers Kristiansand, con el que consiguió un doblete en su primera temporada. En el enero de 2025 tras el derrumbe del Vipers ficha por el CS Gloria 2018 Bistrița-Năsăud.

### Clubes
- 2016 – 20: visitelche.com Balonmano Elche
- 2020 – 22: Mecalia Atlético Guardés
- 2022 – 23: Super Amara Bera Bera
- 2023 – 25: Vipers Kristiansand
- 2025 –: CS Gloria 2018 Bistrița-Năsăud

## Selección nacional
Hizo su debut olímpico  en los Juegos Olímpicos de Tokio de 2020, donde, habiendo sido seleccionada por Carlos Viver, fue incluida en el equipo de la selección española de balonmano femenino (también llamado "Las Guerreras"). El equipo español sería finalmente eliminado, no pasaría a cuartos de final, y quedaría quinto de los seis equipos del Grupo B en el que jugaba.

## Balonmano playa
Paula ha jugado también al balonmano playa, aunque nunca de manera continuada. En 2023 se proclamó campeona de la Copa de España celebrada en las playas de Barbate con el Cats AM Team Almería, compartiendo campo con la mejor jugadora española de playa de la historia, Asun Batista.

## Galardones y títulos
- 1 x Copa de la Reina (2022-23)
- 1 x Supercopa de España (2022-23)
- 1 x Copa de España de Balonmano Playa (2023)
- 1 x Copa de Noruega (2024)[14]
- 1 x Liga de Noruega (2024)[8]

### Premios individuales
- MVP Liga Guerreras Iberdrola (2021-22)[15]